# Konrad I. (Hohenlohe-Brauneck)

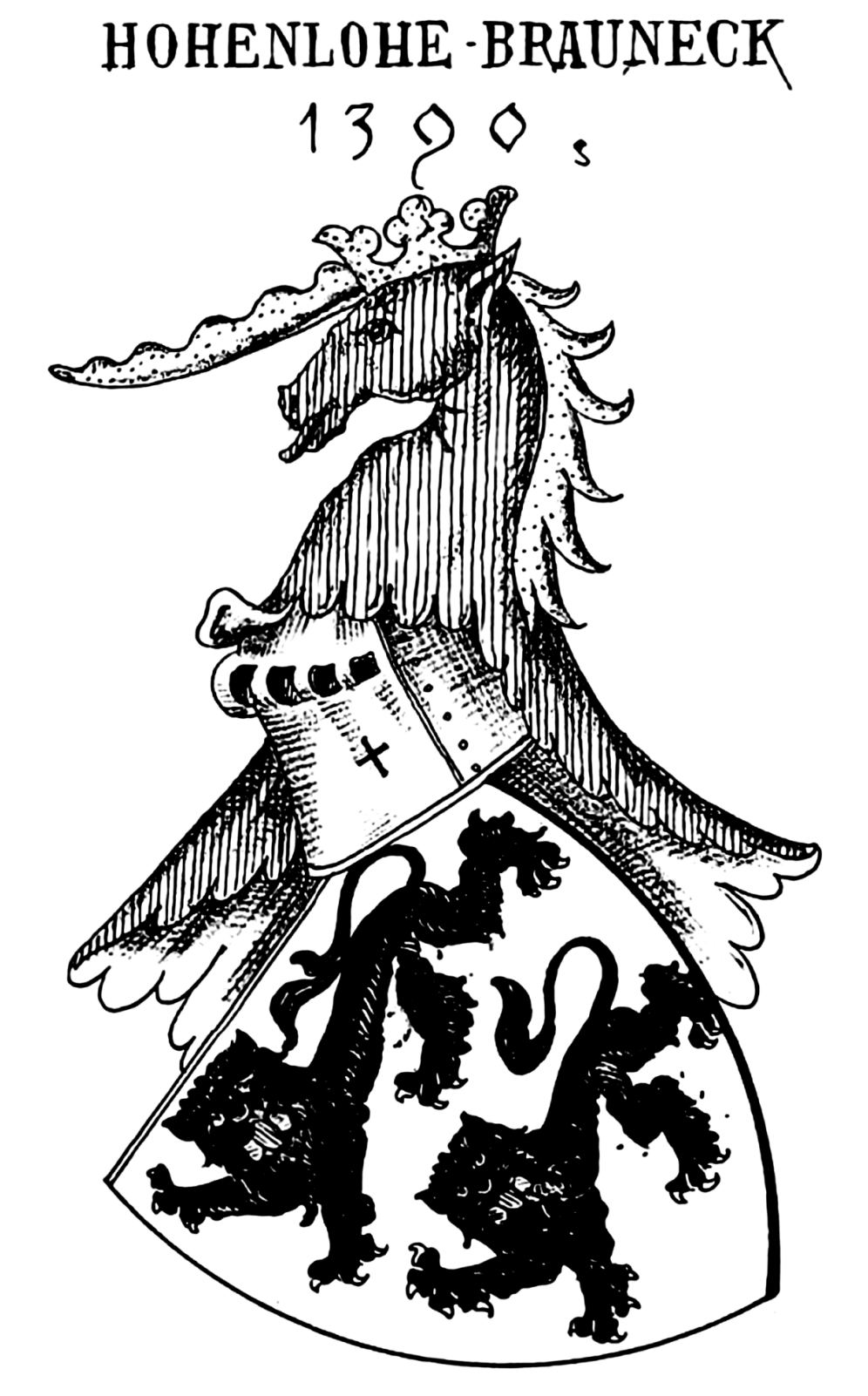
Konrad I. war von circa 1215 bis zu seinem Tod nach 1249 Herr von Hohenlohe. Er begründete die Linie Brauneck, die 1390 erlosch.

 Konrad I. von Hohenlohe (* um 1195; † nach 1249) war ein fränkischer Edelmann und Ritter des Hochmittelalters. Er führte zeitweise den Titel eines Grafen von Molise und war danach Graf der Romaniola. Er war ein treuer Gefolgsmann im Dienst der Staufer.

## Abstammung
Konrad I. von Hohenlohe-Brauneck war ein Sohn des Heinrich von Hohenlohe (* um 1155; † um 1212) und der Freiin Adelheid von Langenburg († um 1230) und hatte vier Brüder und eine Schwester, darunter den späteren Hochmeister des Deutschen Ordens, Heinrich von Hohenlohe.

## Herrschaft
Auf den ererbten väterlichen Gütern regierte Konrad I. bis zu seinem Tod nach 1249 und begründete nach der Landesteilung die Linie Hohenlohe-Brauneck. Sein älterer Bruder Gottfried I. von Hohenlohe († 1254 oder 1255) hatte die Burg Hohenlohe und Weikersheim erhalten und begründete die Hauptlinie des Hauses Hohenlohe.     

## Leben
Durch den Beitritt seiner Brüder Andreas, Heinrich und Friedrich von Hohenlohe zum Deutschen Orden, was etwa 1219 geschah, gingen ihm und seinem Bruder Gottfried I. von Hohenlohe und somit dem Haus Hohenlohe insgesamt bedeutende Besitzungen um Mergentheim verloren, aus denen die Deutschordenskommende Mergentheim hervorging, die später zur Grundlage des Meistertums Mergentheim wurde.  
1220 kamen Konrad I. und sein Bruder Gottfried I. von Hohenlohe an den Hof Kaiser Friedrichs II. in Hagenau, wo sie ihm vermutlich erstmals begegneten. In dieser Zeit entstand die lebenslange treue Gefolgschaft der Hohenlohe-Brüder zum Staufer-Kaisertum.
Wie sein älterer Bruder Gottfried I. war er für Kaiser Friedrich II. besonders in Italien tätig und begleitete diesen auch auf seinem Kreuzzug von 1228 und 1229. Dort war er mit seinen Brüdern Andreas und Heinrich von Hohenlohe Zeuge der Zeremonie in der Grabeskirche, bei welcher der Kaiser am 18. März 1229 seinen Anspruch auf die Würde eines Königs von Jerusalem bekräftigte. Im Anschluss daran erhielt Konrad I. eine jährlich Summe von 6000 Hyperpyra aus den Einkünften von Akkon zugesprochen und wurde zum Lehensmann des Königreichs Jerusalem erhoben. Nach Europa zurückgekehrt, erhielt Konrad I. von Friedrich II. im Dezember 1229 für sich und seine Erben die Belehnung mit der Grafschaft Molise am Volturno. Er konnte diesen Titel jedoch nur kurz führen, weil die Aussöhnung des Kaisers mit dem Papst die Rückgabe an ihren früheren Inhaber zur Folge hatte. Deshalb wurde Konrad I. mit der Grafschaft Romaniola belehnt und führte diesen Titel nachweislich von 1230 bis 1236. Konrad hatte um 1230 die Burg Brauneck als Stammsitz erhalten, von wo aus er die Linie Hohenlohe-Brauneck begründete, die sich in mehrere Teillinien aufspaltete und im Jahre 1390 im Mannesstamm erlosch. Nach dem Jahr 1249 wurde Konrad I. nicht mehr erwähnt. Vielleicht ist er identisch mit dem Minnesänger „von Brauneck“, dessen Name unter den Dichtern des 13. Jahrhunderts gerühmt wurde, ohne dass jedoch von seinen Dichtungen etwas überliefert wurde.

## Familie
Konrad I. von Hohenlohe-Brauneck heiratete in den 1220er Jahren Petrissa von Büdingen (* um 1195; † um 1247). Sie war die Tochter des Gerlach II. von Büdingen († 1245) und der Mechtild von Ziegenhain († 1229). Aus der Ehe von Konrad mit Petrissa gingen die Söhne Gottfried von Hohenlohe-Brauneck († 1312) und Heinrich I. von Hohenlohe-Brauneck († um 1267) hervor.